# Xestochironomus bulbosus
Xestochironomus bulbosus är en tvåvingeart som beskrevs av Art Borkent 1984. Xestochironomus bulbosus ingår i släktet Xestochironomus och familjen fjädermyggor.
Artens utbredningsområde är Venezuela. Inga underarter finns listade i Catalogue of Life.